# Andrii Serdinov
Andrii Serdinov (n. 17 noiembrie 1982, Voroșilovgrad, RSS Ucraineană, URSS) este un înotător ce a reprezentat Ucraina, medaliat olimpic. A participat la 3 ediții ale Jocurilor Olimpice (2000, 2004, 2008) în care a câștigat o medalie de bronz.